# Johanna van Constantinopel

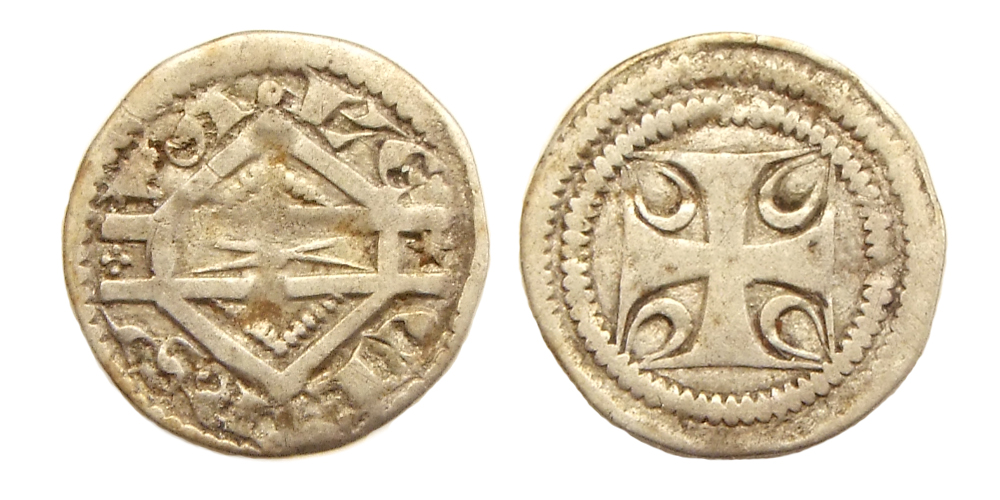
Zilver denier, geslagen onder Johanna van Constantinopel.

Johanna van Constantinopel (tussen 1194 en 1200 — Marquette, 5 december 1244), gravin van Vlaanderen en Henegouwen van 1205 tot 1244, was de oudste dochter van graaf Boudewijn IX van Vlaanderen (VI van Henegouwen) en Maria van Champagne Zij werd in mei 1204 ook keizerin van Constantinopel.

## Vroege leven
Na het overlijden van haar moeder (1204) en de spoorloze verdwijning van haar vader (april 1205) liet koning Filips II Augustus van Frankrijk haar met haar jongere zuster Margaretha in 1208 naar zijn hof in Parijs overbrengen om haar te onttrekken aan anti-Franse invloeden. Antonius Sanderus vermeldt in zijn Flandria Illustrata dat de Franse vorst wilde voorkomen dat Johanna zou huwen met een Engelse prins. Boudewijns broer markgraaf Filips I van Namen werd regent over Vlaanderen en Henegouwen en voogd van de minderjarige Johanna tot aan zijn dood in ook oktober 1212.

## Heerschappij

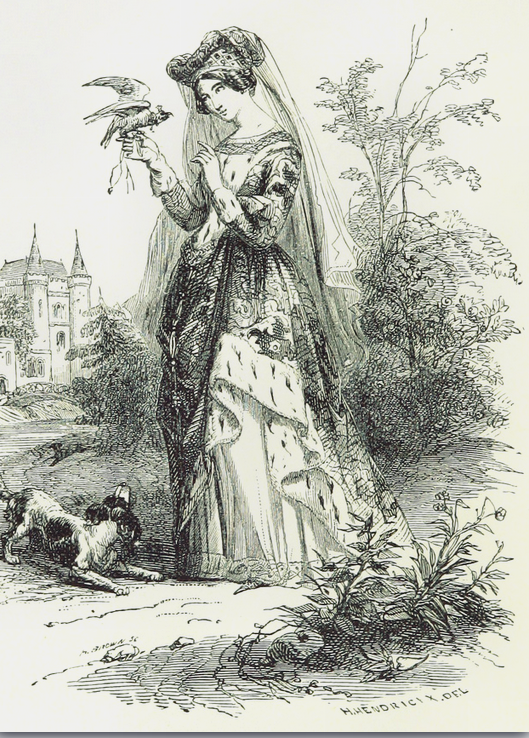
Johanna van Constantinopel, prent uit de 19e eeuw

Met koninklijke goedkeuring trad Johanna in januari 1212 in het huwelijk met Ferrand van Portugal, zoon van koning Sancho I van Portugal. Reeds bij het begin van hun regering werden Johanna en haar echtgenoot gedwongen Aire en Sint-Omaars aan Filips II af te staan (door het Verdrag van Pont-à-Vendin, 25 februari 1212). Ferrand schaarde zich spoedig achter koning Jan zonder Land en de Duitse keizer Otto IV tégen Frankrijk.
Nadat hij tijdens de Slag bij Bouvines (27 juli 1214) in Franse handen was gevallen moest de jonge gravin gedurende dertien jaar alleen regeren. Haar troon kwam even in gevaar toen de kluizenaar Bertrand van Rains zich ten onrechte uitgaf voor de teruggekeerde Boudewijn IX. Ook had zij af te rekenen met haar zwager Burchard van Avesnes, de eerste echtgenoot van haar zuster Margaretha, maar zij slaagde erin dit huwelijk in 1221 te laten verbreken.
Een gunstige evolutie deed zich voor toen Pierre Mauclerc zijn oog liet vallen op gravin Johanna. Ze bekwamen dat paus Honorius III het huwelijk met Ferrand annuleerde wegens bloedverwantschap. De inmiddels koning geworden Lodewijk VIII zag die echtverbintenis niet zitten. Hij wendde zich tot de paus, maakte dat Ferrand en Johanna konden hertrouwen, en stelde in de Vrede van Melun de voorwaarden vast waaronder Ferrand zou vrijkomen. Het overlijden van Lodewijk zorgde voor een kleine vertraging, maar op 6 januari 1227 mocht Ferrand de kerker verlaten, nadat Johanna 25.000 Parijse ponden had betaald aan de regentes Blanche van Castilië. Dowaai, Rijsel en Sluis werden in pand gegeven om de andere helft van het losgeld te waarborgen.
Omstreeks 1231 werd hun enige kind, Maria, geboren. Zij werd uitgehuwelijkt aan Robert I van Artesië, broer van de Franse koning Lodewijk IX, maar overleed reeds in 1236.
Nadat Ferrand op 27 juli 1233 overleden was, onderhield gravin Johanna goede relaties met Frankrijk én Engeland. Ook al hertrouwde zij nog in 1237 met Thomas van Savoye, toch overleed zij kinderloos. Dat gebeurde op 5 december 1244 in de abdij van Marquette, die ze in 1228 had gesticht met Ferrand van Portugal en waar ze zich kort voordien als non had teruggetrokken. Ze werd opgevolgd door haar zuster Margaretha.
Tussen 2003 en 2007 werden in de abdij opgravingen uitgevoerd, waarbij de overblijfselen van haar praalgraf werden aangetroffen. Dit was opgericht in het kerkkoor enkele decennia na haar overlijden, want aanvankelijk was ze met haar eerste echtgenoot en hun dochter begraven op het kerkhof.

## Geloofsleven
Johanna ging de geschiedenis in als een wilskrachtige en vrome vrouw. Zij begunstigde het kloosterleven en onder haar impuls ontstonden vele kloosters en abdijen. Zo schonk ze een stuk land aan het einde van de huidige Burgstraat te Gent waarop het Oud Elisabeth Begijnhof kon worden gebouwd. Ze steunde ook de bestaande hospitalen en leprozerieën en stichtte er nieuwe (onder meer de Hospice Comtesse in Rijsel). De slotzusters van de Nonnenbosabdij, die door de gravin in haar testament begunstigd werden, lazen elk jaar op 5 december in het martyrologium de volgende tekst: Zij schonk ons tienduizend halecum, een tiende van Coilge en van Gits.

## Standbeelden
Haar standbeeld staat in de tuin van het begijnhof in Kortrijk, alsook in het Groot Begijnhof Sint-Elisabeth in Gent, in een nis boven de ingang van de Dr. Decrolyschool in de Begijnhofdries. Op de Grote Markt van Sint-Niklaas staat een standbeeld van Johanna en Margaretha van Constantinopel van Frans Heirbout.

## Voorouders
| Voorouders van Johanna van Constantinopel | Voorouders van Johanna van Constantinopel                                         | Voorouders van Johanna van Constantinopel                                         | Voorouders van Johanna van Constantinopel                                         | Voorouders van Johanna van Constantinopel                                         | Voorouders van Johanna van Constantinopel                                         | Voorouders van Johanna van Constantinopel                                         | Voorouders van Johanna van Constantinopel                                         | Voorouders van Johanna van Constantinopel                                         |
| ----------------------------------------- | --------------------------------------------------------------------------------- | --------------------------------------------------------------------------------- | --------------------------------------------------------------------------------- | --------------------------------------------------------------------------------- | --------------------------------------------------------------------------------- | --------------------------------------------------------------------------------- | --------------------------------------------------------------------------------- | --------------------------------------------------------------------------------- |
| Overgrootouders                           | Boudewijn IV van Henegouwen (1110-1171) ∞ 1127 Adelheid van Namen (1112/15–1169)  | Boudewijn IV van Henegouwen (1110-1171) ∞ 1127 Adelheid van Namen (1112/15–1169)  | Diederik van de Elzas (1100-1168) ∞ 1139 Sybille van Anjou (1116-1165)            | Diederik van de Elzas (1100-1168) ∞ 1139 Sybille van Anjou (1116-1165)            | Theobald IV van Blois (1090-1152) ∞1123 Mathilde van Karinthië (1097/1106–1161)   | Theobald IV van Blois (1090-1152) ∞1123 Mathilde van Karinthië (1097/1106–1161)   | Lodewijk VII van Frankrijk (1120-1180) ∞1137 Eleonora van Aquitanië (1122-1204)   | Lodewijk VII van Frankrijk (1120-1180) ∞1137 Eleonora van Aquitanië (1122-1204)   |
| Grootouders                               | Boudewijn V van Henegouwen (1150–1195) ∞ 1169 Margaretha van de Elzas (1145-1194) | Boudewijn V van Henegouwen (1150–1195) ∞ 1169 Margaretha van de Elzas (1145-1194) | Boudewijn V van Henegouwen (1150–1195) ∞ 1169 Margaretha van de Elzas (1145-1194) | Boudewijn V van Henegouwen (1150–1195) ∞ 1169 Margaretha van de Elzas (1145-1194) | Hendrik I van Champagne (1126-1181) ∞ 1164 Maria van Frankrijk (1145–1198)        | Hendrik I van Champagne (1126-1181) ∞ 1164 Maria van Frankrijk (1145–1198)        | Hendrik I van Champagne (1126-1181) ∞ 1164 Maria van Frankrijk (1145–1198)        | Hendrik I van Champagne (1126-1181) ∞ 1164 Maria van Frankrijk (1145–1198)        |
| Ouders                                    | Boudewijn I van Constantinopel (1171-1205) ∞ 1186 Maria van Champagne (1174-1204) | Boudewijn I van Constantinopel (1171-1205) ∞ 1186 Maria van Champagne (1174-1204) | Boudewijn I van Constantinopel (1171-1205) ∞ 1186 Maria van Champagne (1174-1204) | Boudewijn I van Constantinopel (1171-1205) ∞ 1186 Maria van Champagne (1174-1204) | Boudewijn I van Constantinopel (1171-1205) ∞ 1186 Maria van Champagne (1174-1204) | Boudewijn I van Constantinopel (1171-1205) ∞ 1186 Maria van Champagne (1174-1204) | Boudewijn I van Constantinopel (1171-1205) ∞ 1186 Maria van Champagne (1174-1204) | Boudewijn I van Constantinopel (1171-1205) ∞ 1186 Maria van Champagne (1174-1204) |
| Johanna van Constantinopel (±1194–1244)   |                                                                                   |                                                                                   |                                                                                   |                                                                                   |                                                                                   |                                                                                   |                                                                                   |                                                                                   |

## Voetnoten
1. ↑  Chauvin Benoît en Delepierre Guillaume, "Le mausolée de la comtesse Jeanne à l'abbaye de Marquette, essai de restitution", in: Revue du Nord, 2006, nr. 5, p. 109-125. DOI:10.3917/rdn.368.0109

- Gemeinsame Normdatei: 120723867
- International Standard Name Identifier: 0000 0000 3777 8722
- Library of Congress Control Number: n98041679
- Nationale Bibliotheek van Israël: 987007393178805171
- Nederlandse Thesaurus van Auteursnamen: 112272797
- Virtual International Authority File: 23912569